# Tri kraljevstva Koreje
Tri kraljevstva Koreje (hangul 삼국시대, 三國時代) je izraz koji se rabi za stara korejska kraljevstva Goguryeo, Baekje i Sila, koja su vladala Korejskim poluotokom i dijelovima Mandžurije najvećim dijelom prvog tisućljeća. Razdoblje je trajalo od 57. pr. Kr. do pobjede Sille nad Goguryeom 668. kojim je označen Razdoblje Sjevernih i Južnih država (남북국시대) Ujedinjene Sille, odnosno Balhae na Sjeveru.
Raniji dio ovog razdoblja, prije nego što su se države pretvorile u prava kraljevstva, ponekad se naziva Tri proto-kraljevstva Koreje.